# Resolución 453 del Consejo de Seguridad de las Naciones Unidas
La resolución 453 del Consejo de Seguridad de las Naciones Unidas, adoptada por unanimidad el 12 de septiembre de 1979, después de examinar la solicitud de Santa Lucía para la membresía en las Naciones Unidas, el Consejo recomendó a la Asamblea General que Santa Lucía fuese admitida.